# Folkeaksjonen mot EU-medlemskap
Folkeaksjonen mot EU-medlemskap (FME) är en norsk organisation som arbetar mot norskt medlemskap i Europeiska unionen och för att säga upp EES-avtalet och Schengenavtalet för och främst för att de anser att detta strider mot grundlagen.
FME har ingen förbindelse med Nei til EU.